# FR-F2
FR F2 (tiếng Pháp:Fusil à Répétition modèle F2) là súng bắn tỉa được đưa vào phục vụ trong quân đội Pháp năm 1986. Nó được thiết kế để bắn mục tiêu trong phạm vi 800 m.

## Thiết kế
FR F2 là mẫu nâng cấp của khẩu FR F1. Nó được chế tạo bởi MAS (Manufacture d'armes de Saint-Étienne) một trong nhiều nhà máy sản xuất vũ khí của Pháp. MAS hiện nay thuộc quyền sở hữu của GIAT Industries hiện nay có tên mới là NEXTER.
Nòng súng có một lớp cách nhiệt làm bằng nhựa tổng hợp. FR F2 sử dụng loại đạn 7.62x51mm NATO và trang bị ống nhắm tiêu chuẩn của quân đội Pháp là APX L806, SCROME J8, Nightforce NXS hay Schmidt & Bender 6x42 mil-dot. FR F2 sử dụng hệ thống khóa nòng giống như khẩu súng trường MAS-36 cũ kỹ.